# Пролетарий (Новгородская область)
Пролета́рий — посёлок городского типа в Новгородском муниципальном районе Новгородской области.
Посёлок расположен в 7 км от озера Ильмень и в 28 км к юго-востоку от Великого Новгорода на левом берегу реки Большая Ниша, напротив села Бронница вдоль старого участка федеральной автомагистрали «Россия» (Москва — Санкт-Петербург М10, E 105), (т. н. новый участок — по окружной шоссейной дороге в объезд Великого Новгорода).

## История
В 1882 году здесь был выстроен гончарный завод, а через два года завод стал выпускать фарфоро-фаянсовые изделия. 7 ноября 1892 года завод приобрёл Иван Кузнецов, владевший к тому же Гру́зинским заводом (см. Краснофарфорный).
Постановлением президиума Ленинградского облисполкома от 4 января 1931 г. сёла Пролетарий, Новая Мельница и хутор Золотая Нива Бронницкого района были объединены в рабочий посёлок Пролетарий с выделением из состава Бронницкого сельсовета и организацией самостоятельного Пролетарского поселкового Совета. Постановление Президиума ВЦИК о этом преобразовании последовало 30 января 1931 года.
С марта 1941 года до февраля 1963 года Пролетарий был центром Мстинского района, сначала  Ленинградской области, а затем с 1944 года  Новгородской области. С 1 февраля 1963 Пролетарский поселковый Совет перешёл в административное подчинение к Крестецкому промышленному Совету, затем решением Новгородского облисполкома от 16 декабря 1963 г. № 694 Пролетарский поселковый Совет перешёл в административное подчинение Новгородскому горсовету, а в соответствии с решением Новгородского облисполкома от 14 января 1965 г. № 6 посёлок Пролетарий вошёл в Новгородский район.

## Население
| 1939  | 1959  | 1970  | 1979  | 1989  | 2002  |
| ----- | ----- | ----- | ----- | ----- | ----- |
| 4393  | ↗5897 | ↗6216 | ↗6818 | ↘5753 | ↘5362 |
| 2009  | 2010  | 2012  | 2013  | 2014  | 2015  |
| ↘4654 | ↗5145 | ↘5101 | ↘5014 | ↘4843 | ↘4804 |
| 2016  | 2017  | 2018  | 2019  | 2020  | 2021  |
| ↗4821 | ↘4817 | ↘4768 | ↘4683 | ↘4583 | ↗4630 |

## Экономика
Фарфоровый завод «Пролетарий», основная продукция — посуда (предприятие не существует ). также есть типография, дом бытовых услуг, работает лесничество. Также в 2009 году был открыт супермаркет «Магнит», а также супермаркет «Пятерочка».

## Культура, социальная сфера
В посёлке также есть больница. детский сад, средняя общеобразовательная школа, дом культуры и детская школа искусств. В 2004 году здесь был построен дом-интернат для престарелых и инвалидов.